# Thus Spoke Kishibe Rohan
 (јап. 岸辺露伴は動かない, Kishibe Rohan wa Ugokanai) je manga one-shot serijal koji je napisao i ilustrovao Hirohiko Araki. Spin-off je serijala Diamond Is Unbreakable (četvrti nastavak Jojo's Bizarre Adventure serijala) i prati Rohana Kišibea, mangaku koji putuje svetom u potrazi za inspiracijom.
Episode #16: At a Confessional, prva priča i one-shot ovog naslova, objavljen je 1997. godine u časopisu Weekly Shōnen Jump, izdavačke kuće Shueisha. Kasnije „epizode” su se objavljivale u časopisima Jump SQ., Shōnen Jump+ i Bessatsu Margaret. Serijal je prvobitno trebalo da bude potpuno originalan bez ikakve povezanosti sa Jojo's Bizarre Adventure mangom. Prvi tom je izašao 2013, drugi 2018. i treći 2025. godine. Prvi tom je bio 68. na bestseler listi iz 2014. godine. U časopisu Ultra Jump, u periodu između 2017. i 2018. godine, objavljene su priče različitih pisaca bazirane na ovom naslovu, koji su 2018. godine grupisani u dva toma: Kishibe Rohan Does Not Shout i Kishibe Rohan Does Not Frolic. Manga je takođe adaptirana u četiri Originalne video animacije (OVA) između 2017. i 2019. godine, kao i TV dramu 2020. godine.

## Radnja
Radnja je smeštena između četvrtog, Diamond Is Unbreakable i petog dela, Golden Wind. Prati poznatog mangaku Rohana Kišibea koji, u želji da ubaci više realizma u svoja dela, putuje po svetu u potrazi za inspiracijom. Njegov Stand (vizuelna manifestacija životnog duha) zvana Heaven's Door ima sposobnost da čita i izmenjuje uspomene drugih ljudi.

## Izdavaštvo

### Epizode
| Br. | Naslov | Datum                           | Časopis |
| --- | ------ | ------------------------------- | ------- |
| 1   | "      | 24. jun 1997.                   | [ 2 ]   |
| 2   | "      | 4. decembar 2007.               | [ 3 ]   |
| 3   | "      | 6. oktobar 2012.                | [ 2 ]   |
| 4   | "      | 12. oktobar 2013.               | [ 2 ]   |
| 5   | "      | 22. septembar 2014.             | [ 4 ]   |
| 6   | "      | 4. decembar 2015.               | [ 5 ]   |
| 7   | "      | 12. avgust 2017.                | [ 6 ]   |
| 8   | "      | 26. februar 2018.               | [ 7 ]   |
| 9   | "      | 19. mart 2022.                  | [ 8 ]   |
| 10  | "      | 19. april 2022. - 19. maj 2022. | [ 9 ]   |
| 11  | "      | 18. april 2025.                 | [ 10 ]  |

### Spisak tomova
U prvom tomu, uz prve četiri epizode, objavljena je i one-shot priča Rohan Kishibe Goes to Gucci („Rohan Kišibe ide u Guči”).
| " " " " " " " " " " |

| " " " " " " " " |

| " " " " " " |

## Originalna video animacija (OVA)
Adaptirane su epizode:  "Episode 5: Millionaire Village", "Episode 2: Mutsukabe Hill", "Episode 16: At a Confessional" i "Episode 9: The Run". Seriju je animirao studio David Production.
| Br.  | Naslov | Datum               |
| ---- | --- | ------------------- |
| OVA1 | Nakon njegovog bankrota, Rohanova urednica predlaže da zajedno odu u jedno malo selo duboko u planini, kako bi dobio inspiraciju za svoju novu mangu. Selo ima svega jedanaest kuća i u njima žive milioneri sa svojim porodicama. Njegova urednica želi da kupi jednu od vila, ali prvo mora da prođe test manira. U tom selu važi pravilo da za svaki prekršen manir, gubi se jedna dragocena stvar. Rohanova uzednica krši tri manira tako da joj se oduzimaju tri dragocene stvari: život njene majke, njenog dečka i njen život. Ali Rohan koristi svoju moć Standa i uspeva da prevari slugu koji im je rekao za pravila i spašava je. | 20. septembar 2017. |
| OVA2 | Rohan priča svom drugom uredniku legendu o planini na kojoj se dešavaju čudne stvari. Objašnjava mu da je bankrotirao jer je kupio sedam planina na kojima su se nalazili duhovi koje je on hteo da istraži zarad inspiracije. Jedna privatna firma je htela da napravi put kroz te planine, pa ih je on kupio. Nakon što ih je kupio, otišao je da istraži jednu od planina na kojoj je poznata legenda o devojci koja je trebalo da se uda za čoveka koji joj je porodica odredila ali se ona tajno viđala sa drugim momkom. Taj momak je često bio kod nje kući, i jednom kada je bio tamo, devojkin otac i verenik su se vratili sa posla. Njen ljubavnik nije hteo da ode, pa ga ona iz ljutnje gura i on udara glavom u štapove za golf i umire. Ona uspeva da sakrije telo i nastavi dalje, ali njegova krv ne prestaje da curi. | 19. jul 2018.       |
| OVA3 | Rohan odlazi u jednu crkvu u Veneciji. Ulazi u ispovedaonicu, ali na mesto popa. Pre nego što uspe da ode, ulazi jedan čovek i priča mu kako je još dok je bio mlad i radio na farmi kukuruza, na vrata došao beskućnik koji je tražio malo hrane. Čovek mu je rekao kako će mu dati hrane ako prvo bude preneo džakove kukuruza. Beskućnik pristaje, ali pod uslovom da prvo jede jer nije jeo ništa već pet dana. Čovek insistira da prvo odradi posao. Beskućnik umire od gladi, i pred smrt govori čoveku da će se vratiti po njega kad bude na vrhuncu svoje sreće. Par godina kasnije, čovek je otvorio fabriku za kokice. Kokice postaju hit i on zarađuje puno novca. Ubrzo nakon toga se ženi i dobija dete. Kao što je i obećao, beskućnik se pojavio i zadao mu zadatak da tri puta baci kokicu u visinu ulične lampe i ubaci je u usta. Ako to uspe, poštedeće mu život. Čovek uspeva dva puta to da uradi, ali treći put promašuje i beskućnik ga ubija. Kada je Rohan shvario šta se dešava, zapitao se ko sa njim priča. | 8. decembar 2019.   |
| OVA4 | Priča prati čoveka koji je voleo da trenira i da se bavi sportom. Rohan ga upoznaje u teretani i njih dvojica odlučuju da se takmiče. Pravila igre su sledeća: kada dostignu određenu brzinu na traci, prvi ko dohvati daljinski i isključi protivnikovu traku pobeđuje. Rohan pobeđuje, ali prave revanš. U drugoj rundi, sportista postavlja tegove koji će povući gubitnika kroz prozor. Sportista prvi hvata daljinski, ali Rohan uz pomoć svog Standa uspeva da pobedi. | 8. decembar 2019.   |